# USS LST-974
O USS LST-974 foi um navio de guerra norte-americano da classe LST que operou durante a Segunda Guerra Mundial.